# Каньявераль
Каньявераль (ісп. Cañaveral) — муніципалітет в Іспанії, у складі автономної спільноти Естремадура, у провінції Касерес. Населення — 1287 осіб (2010).
Муніципалітет розташований на відстані близько 240 км на захід від Мадрида, 34 км на північ від Касереса.
На території муніципалітету розташовані такі населені пункти: (дані про населення за 2010 рік)
- Каньявераль: 1192 особи
- Ла-Естасьйон: 16 осіб
- Грімальдо: 79 осіб

## Демографія
Динаміка населення (INE ):

## Галерея зображень

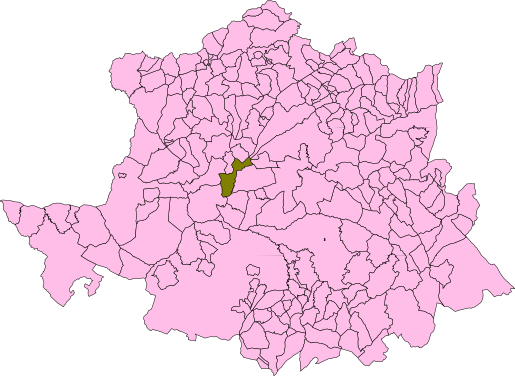
Розташування муніципалітету Каньявераль у провінції